# Ankaret Talbot, 6. Baroness Talbot
Ankaret Talbot, 6. Baroness Talbot (* 1416; † 13. Dezember 1421) war eine englische Adlige.
Sie war das einzige Kind des Gilbert Talbot, 5. Baron Talbot, aus dessen zweiter Ehe mit der portugiesischen Adligen Beatrix Pinto. Als ihr Vater im Oktober 1418 starb, erbte sie dessen Adelstitel als 6. Baroness Talbot und 9. Baroness Strange of Blackmere. Sie starb noch im Kindesalter, woraufhin ihre Adelstitel an ihren Onkel John Talbot, 6. Baron Furnivall, den späteren 1. Earl of Shrewsbury, fielen.